# Hieronymus Bernegau
Hieronymus Göransson Bernegau, död omkring 1658, var handelsman och borgare i Skänninge. Han barnbarn adlades med namnen Gripenborg och Gripenstedt.

## Biografi
Bernegau härstammade troligen från Reval (Tallinn) och var son till en borgmästare. Bernegau var 1629 handelsman och borgare i Skänninge.

### Familj
Han var gift 1649-1650 med en person.
Bernegau gifte sig omkring 1652 med Ingeborg Axelsdotter (död 1658).
Han fick en son Göran Bernegau (död 1679) som var guldsmed och borgare i Norrköping.